# Наланда

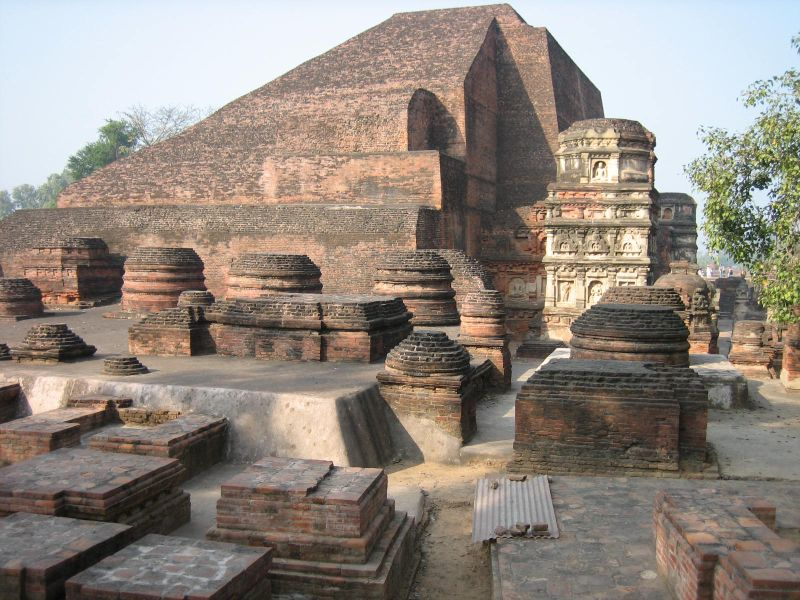
Руїни університету Наланда

Нала́нда — буддистський університет-монастир в індійській країні Маґадга. Один із провідник релігійних та освітніх центрів середньовічного світу.

## Опис
Існував між 427 та 1197 роками. Розташовувався неподалік міста Раджгір на території сучасного штату Біхар, Республіка Індія. Перебував під протекцією правителів регіону, насамперед династії Ґуптів. 1193 року розграбований тюрками-мусульманами під проводом Бахтіяра Халджі, що спричинило остаточний занепад буддизму в Індії.
28 березня 2006 р. 11-й президент Індії Абдул Калам запропонував ідею відродження університету Наланди
Рішення про створення університету було схвалено на другому та четвертому саміт країн Східної Азії.
1 вересня 2014 року пройшли перші заняття у сучасному Міжнародному Університеті Наланди у прилеглому місті Раджгір за участю 15 студентів.
У новому кампусі площею 455 акрів Університет почав функціонувати із січня 2020 року.

## Вчені
- Васубандгу